# Stanleys kraanvogel
Stanleys kraanvogel (Grus paradisea, synoniem Anthropoides paradisea), die ook wel bekendstaat als paradijskraanvogel, is een grote vogel uit de familie van de kraanvogels. Het is de nationale vogel van Zuid-Afrika. De Nederlandse naam verwijst naar de Engelse natuuronderzoeker Edward Smith-Stanley (1775-1851).

## Kenmerken
Stanleys kraanvogel is 110 tot 120 cm lang en weegt 4,9 tot 5,3 kg. In vlucht heeft de vogel een spanwijdte van 1,8 tot 2,0 m.  Deze kraanvogel is verder vaal lichtgrijs van kleur met een witte kruin, een roze snavel en met lange donkergrijze vleugelveren, die tot aan de grond komen.

## Leefgebied en verspreiding
Stanleys kraanvogels leven zowel in waterrijke groene heuvels en dalen als op hoger gelegen vlakten. Stanleys kraanvogel foerageert door de grond af te zoeken naar zaden van grassen, wortels maar ook naar kleine dieren als sprinkhanen, wormen, krabben, kikkers en reptielen.
Van de 15 soorten kraanvogels, is Stanleys kraanvogel de minst wijdverbreide van allemaal. In de laatste twintig jaar is Stanleys kraanvogel grotendeels verdwenen uit de Oost-Kaap, Lesotho, en Swaziland. De aantallen in de noordelijke provincies Vrijstaat, KwaZoeloe-Natal, Limpopo, Gauteng, Mpumalanga en Noordwest zijn afgenomen met 90%. Het grootste deel van de overgebleven populatie bevindt zich in oostelijk en zuidelijk Zuid-Afrika, met een kleine aparte groep in Etosha Pan in noordelijk Namibië. Zo nu en dan worden geïsoleerd broedende paartjes gevonden in de vijf buurlanden.

## Status
Rond 1980 begon een plotselinge terugval in aantallen. In 2007 werd de grootte van de populatie geschat op 25.520 tot 25.580 individuen. De vogel staat als kwetsbaar op de Rode Lijst van de IUCN. De belangrijkste oorzaak van de terugval van het aantal is de toename van de menselijke bevolking. De vogels worden vergiftigd of vliegen zich dood tegen elektriciteitsleidingen, verder worden natuurlijke graslanden omgezet in akkergebieden of gaan verloren door mijnbouwactiviteiten. Bovendien worden vogels nog gevangen voor de handel. 
Speciale beschermingsmaatregelen zijn noodzakelijk. De Zuid-Afrikaanse regering heeft wettelijke bescherming versneld doorgevoerd. Andere beschermingsmaatregelen richten zich op onderzoek, beheer van het leefgebied, voorlichting en het verwerven van hulp van landeigenaren.
|  |  |  |